# Marcas

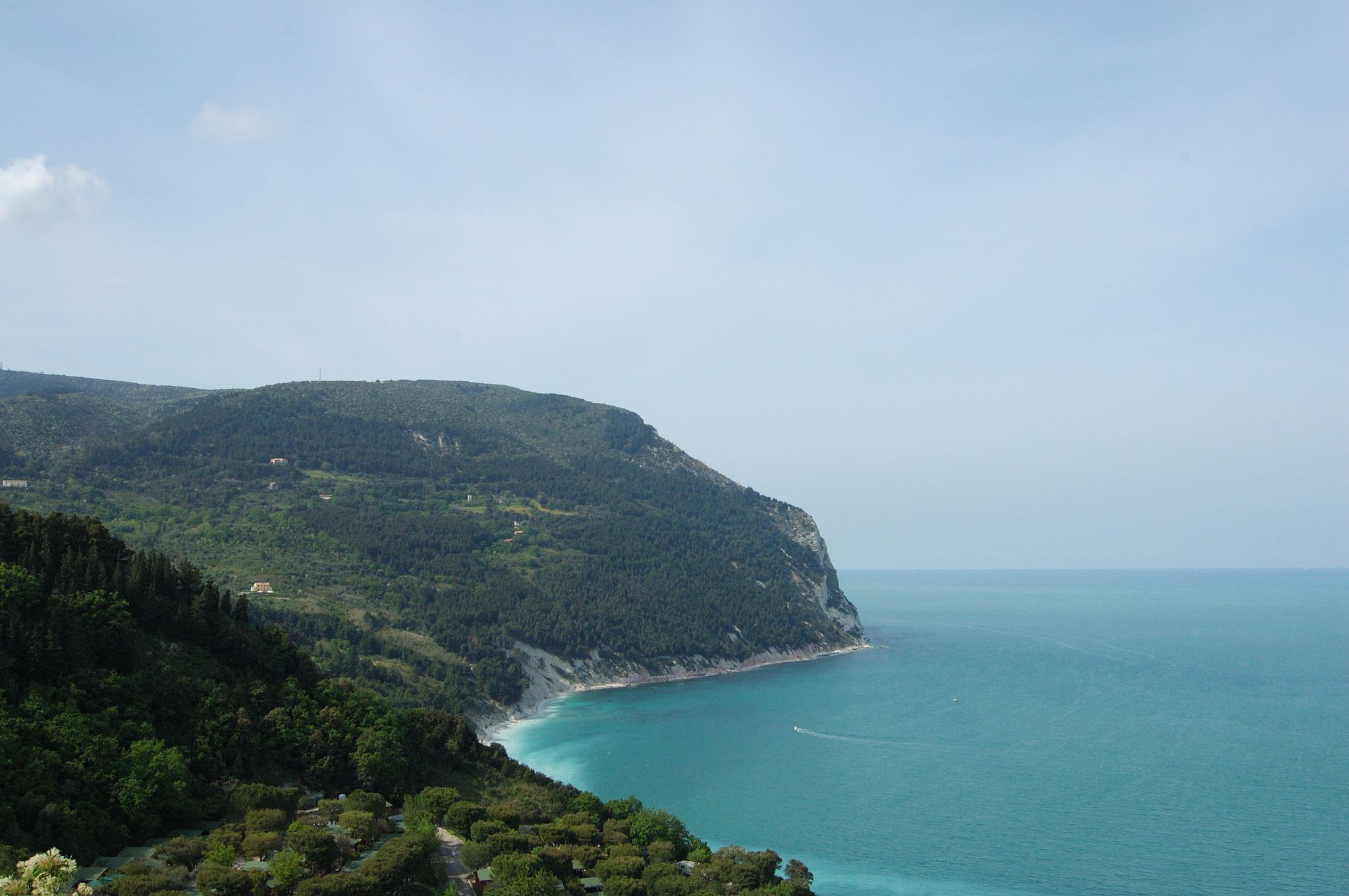
Una vista del Monte Conero.

Las Marcas (en italiano: Marche) es una región de Italia. Tiene una población estimada, a fines de agosto de 2023, de 1 478 766 habitantes.
Su capital y ciudad más poblada es Ancona. Está ubicada en Italia central, limitando al norte con Emilia-Romaña y San Marino; al este con el mar Adriático; al sur con Abruzos; al suroeste con Lacio; al oeste con los montes Apeninos, que la separan de Umbría, y al noroeste con Toscana.

## Geografía

Las Marcas por zonas altimétricas.

Las Marcas se extiende por una superficie de 9344.79 km² ubicada sobre la costa central del Adriático, desde el río Conca, al norte, hasta el Tronto, al sur. Al oeste la región está limitada por los Apeninos. Presenta una forma característica de pentágono irregular y se desarrolla por lo general perpendicularmente de noroeste a sureste. La mayor parte de la región es montañosa o con colinas, siendo sus principales características la cadena de los Apeninos a lo largo del límite interno y un sistema extenso de colinas que van descendiendo poco a poco hacia el Adriático. Con la sola excepción del Monte Vettore (2476 m s. n. m.), las montañas no superan los 2400 metros de altitud. El resto del territorio (31%) es montañoso.
Es una de las regiones con más colinas de Italia: abarcan el 69% del territorio y se ven interrumpidas por amplios barrancos con ríos numerosos y cortos, y por llanuras aluviales perpendiculares a la principal cadena. Las cadenas montañosas paralelas contienen hondas gargantas de río, siendo las mejor conocidas las del Furlo, el della Rossa y el Frasassi.

### Relieve
Los Apeninos que atraviesan las Marcas se llaman Appennino umbro-marchigiano (Apeninos umbros), y comprenden cuatro pliegues o cadenas, curvadas y paralelas, con la convexidad dirigida hacia la costa. La primera cadena que da a los límites con la Umbría; en ella se encuentra el Monte Catria (1701 m s. n. m.). La segunda cadena es la del San Vicino y comprende el monte homónimo y los montes Sibilinos, con el máximo relieve regional, el Monte Vettore. En estos primeros dos pliegues se encuentran importantes complejos kársticos, entre las que se encuentran las notabilísimas cuevas de Frasassi. Del tercer pliegue surge Cingoli, no por casualidad llamado "el balcón de las Marcas". El último pliegue llega a invadir el mar: es aquella constituida por el Monte Conero o Monte de Ancona, que dio origen a un promontorio puesto en la mitad de la costa de las Marcas.
Al norte del paso de Bocca Trabaria hay un sector limitado, pero importante, que pertenece a los Apeninos tosco-emilianos. El grupo montañoso más elevado es la pintoresca cadena de los Sibilinos, a caballo entre las provincias de Fermo, Ascoli Piceno y Macerata, en los que está el ya mencionado Vettore. Otros montes de la región que superan los 2000 metros de altitud son: Monte Rotondo (2103 m), Monte Priora (2334 m), Monte Bove (2143 m), Monte Sibilla (2175 m), Monte Vallelunga (2221 m), Monte Porche (2335 m) y Monte Argentella (2201 m).
Las llanuras, no significativas porcentualmente, se ven limitadas a una estrecha franja costera y a la parte de los valles más cercanos a la desembocadura de los ríos.
La zona de costa tiene una longitud de 173 km, y es relativamente llana y recta con playas largas arenosas o de grava. La costa baja se ve interrumpida por la zona ondulada entre Gabicce y Pésaro en el norte, y las laderas orientales del Monte Conero cerca de Ancona: allí está el Monte San Bartolo, en los alrededores de Pésaro y del promontorio del Conero, que da origen a altos y espectaculares acantilados calizos y representa el punto más alto de la costa. Este monte protege al norte el golfo de Ancona, en cuya parte más interna está situado el puerto de Ancona. Mirando el mapa regional resulta evidente que el promontorio del Conero divide la costa de las Marcas en dos tramos con diversas orientaciones: el sector septentrional está orientado de noroeste a sureste, el meridional de nornoroeste a sursureste. Otra breve zona de la costa alta está en los alrededores de Grottammare; la colina de Ardizio, en cambio, al sur de Pésaro, aun estando muy próximo al mar, no lo toca. Según el Ministerio de Trabajo y de Políticas Sociales de Italia, el 98,2% de la costa es balnearia.
Los confines administrativos coinciden en general con los geográficos, pero existen algunas excepciones.
- En la provincia de Pésaro y Urbino las Marcas se extienden al norte de los confines naturales de la cuenca el río Foglia. Esta relevante excepción es sin embargo menos vistosa que en el pasado, después de la segregación de siete municipios de la Alta Valmarecchia (anexionados a Emilia-Romaña en el año 2009).
- En la misma provincia se encuentra el enclave de Monte Ruperto del municipio de Città di Castello.
- En la provincia de Macerata pertenecen los municipios de la Alta Valnerina, en la cuenca del Tíber y por lo tanto de la vertiente del Tirreno (Castelsantangelo sul Nera, Ussita, Visso).
- Luego situada sobre la vertiente adriática, no perteneciente a la provincia de Ascoli Piceno, la cuenca altotruentina de Amatrice y Accumoli.

El territorio está sometido a terremotos: de hecho, el 97,3% de la región se ha clasificado de riesgo medio y alto.

### Hidrografía
Los ríos, de carácter torrencial, tienen un típico desarrollo paralelo y forman la estructura de los valles que a menudo se llama "a pettine". Característica de los ríos de las Marcas es el hecho de que nacen casi todos en la cadena de los Apeninos que hace de límite con Umbría y que por lo tanto para llegar al mar deben atravesar la cadena de San Vicino con pintorescas gargantas como la del Furlo, de Frasassi, de la Rossa, de Pioraco, de Arquata. El río más largo es el Metauro. El centro de algunas ciudades está atravesado por el curso de los ríos. En los alrededores de la desembocadura del río Foglia surge Pésaro; el río Misa, antes de desembocar en el mar, atraviesa Senigallia; el centro de Ascoli Piceno está rodeado por dos cursos de agua: el Tronto y el Castellano, que confluyen allí. Algunas desembocaduras de los ríos se han usado para los puertos (porti-canale): Pésaro, Fano y Senigallia.

### Clima
En la zona del litoral el clima es subcontinental al norte de Ancona con variaciones de temperatura según la estación: veranos cálidos, pero refrescado por la benévola brisa marina, inviernos fríos (en Pésaro la temperatura media de enero es de 3,8 °C) con lluvias regulares de estación. Al sur de Ancona la subcontinentalidad se atenúa para dejar puesto a un clima sub-litoral que asume caracteres más distintivamente mediterráneos en la Riviera delle Palme (en Grottammare la temperatura media de enero es de 7,6 °C). En la zona de montaña los veranos son frescos y los inviernos rígidos con amplia posibilidad de nieve; el invierno resulta más severo en las zonas de colinas internas donde se pueden registrar bajas temperaturas.

## Historia
Las Marcas nacen como unidad étnica y cultural en la Edad del Hierro, cuando fueron habitadas por los picenos, con los importantes centros de Novilara (en los alrededores de Pésaro), Ancona y Belmonte Piceno, entre otros. En el siglo IV a. C. el Piceno septentrional fue invadido por los galos senones, mientras que los griegos de Siracusa fundaron la colonia de Ancona, en el punto más septentrional de la influencia griega en la península italiana. Los latinos lo llamaron Piceno, esto es, el Picenum o territorio de los picenos (piceni en latín).
Su territorio fue anexado a la República romana después de la batalla de Sentino, en 295 a. C., en la que una coalición de romanos y picenos derrotaron a los galos. Posteriormente, tras la guerra Social, los picenos, al igual que todos los demás itálicos, lograron obtener la plena ciudadanía romana a través de la Lex Plautia Papiria, volviéndose definitivamente parte de la Regio V Picenum, dentro de la Italia romana. La región fue conectada con Roma mediante dos importantes calzadas: la vía Flaminia (que llegaba a Fano) y la vía Salaria (que llegaba a Porto d'Ascoli). Además, durante el período imperial, Ancona fue elegida por Trajano como puerto de Roma hacia el Oriente, como prueba también la inscripción del arco de Trajano de Ancona, en la cual la capital de las Marcas recibe el nombre de accessum Italiae, esto es, "entrada de Italia".

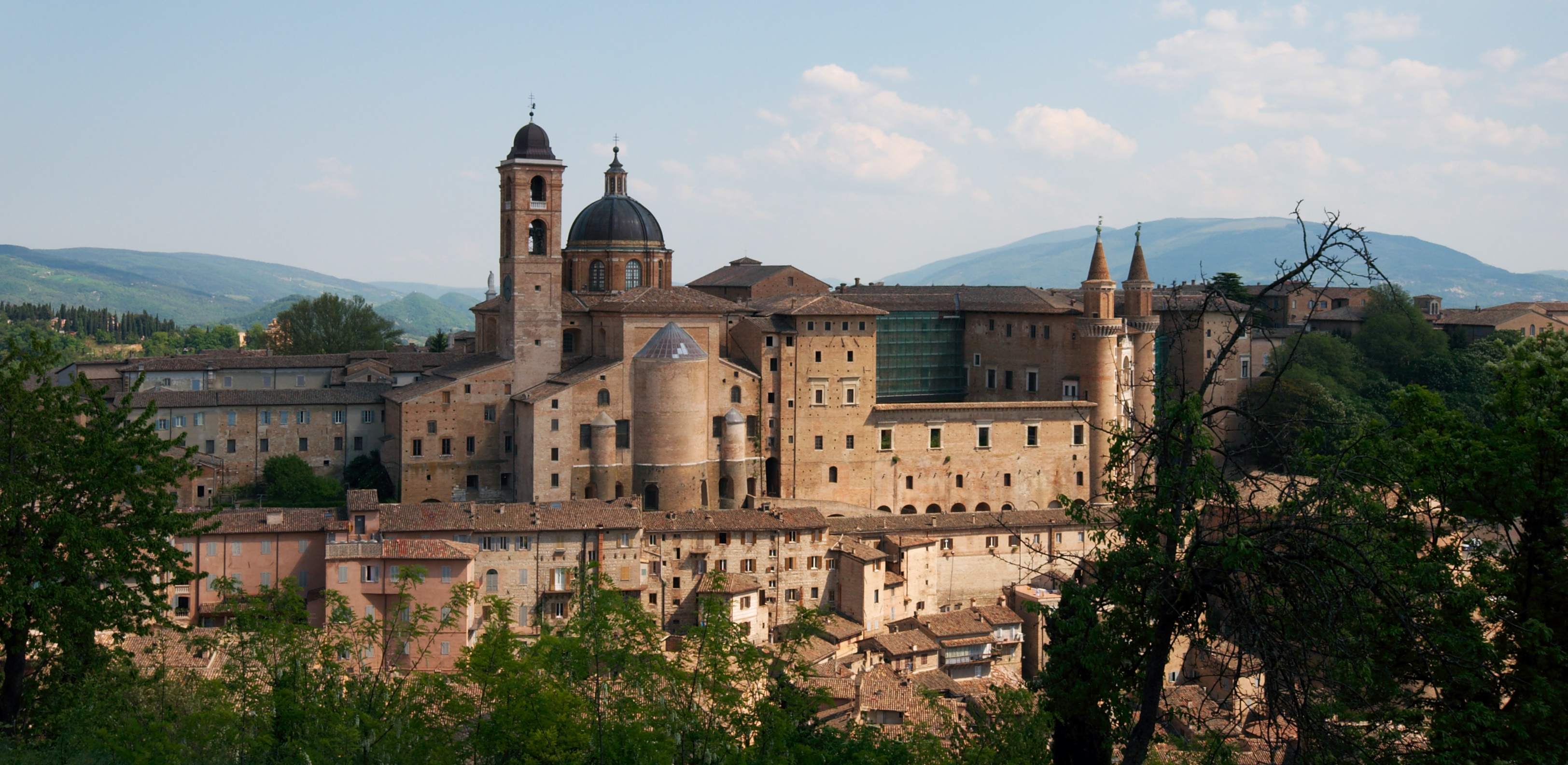
La ciudad renacentista de Urbino.

Después de la caída del Imperio romano de Occidente, las Marcas, tras haber formado parte del reino de Odoacro, como el resto de Italia, entraron en la órbita del Imperio Romano de Oriente, mientras que el viejo nombre, "Piceno", se perdió. La región fue invadida por los godos. Después de la guerra gótica, entró a formar parte del bizantino Exarcado de Rávena (Ancona, Fano, Pésaro, Rímini, y Senigallia formaron la llamada Pentápolis). Después de la caída del Exarcado estuvo brevemente en posesión de los lombardos, pero fue conquistada por Carlomagno a finales del siglo VIII. Su nombre, Marcas, deriva del hecho de que fue territorio fronterizo del Imperio: en los siglos IX a XI se crearon las marcas de Camerino, Fermo y Ancona. Es, por lo tanto, en la Alta Edad Media cuando el territorio regional adquiere el nombre de Marca de Ancona, nacida de la unificación de varias marcas, es decir, "territorios de los confines" del Sacro Imperio Romano Germánico.

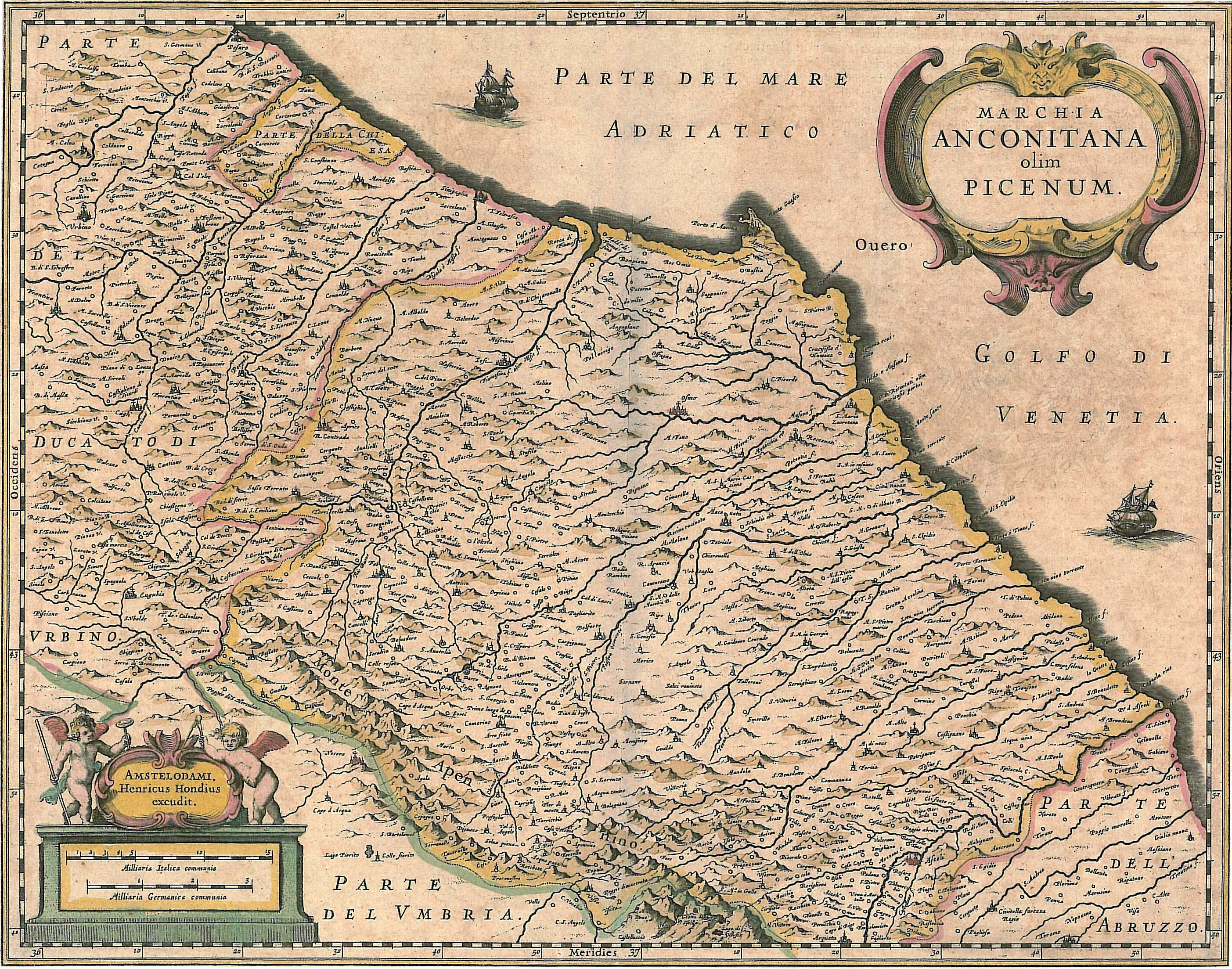
Antiguo mapa de las Marcas por un cartógrafo neerlandés,.

Las Marcas eran nominalmente parte de los Estados Pontificios, pero la mayor parte del territorio estaba dominado por señores locales, mientras que las principales ciudades se gobernaban como comunas libres. Florecieron los municipios de Pésaro, Fano, Ancona, Iesi, Fermo y Ascoli Piceno. En el siglo XII, la comuna de Ancona se resistió tanto a la autoridad imperial de Federico Barbarroja como a la República de Venecia, y fue una república marítima por sí misma. Un intento de restaurar Las Marcas como Estado vasallo del Papa fue realizado por Gil de Albornoz en el siglo XIV, pero tuvo corta duración.
En particular, Ancona tuvo momentos de esplendor artístico y cultural gracias a sus relaciones marítimas con el Oriente; y de hecho una de las repúblicas marítimas que no muestran en su escudo la Armada. En el Renacimiento célebre en toda Europa fue la señoría de Urbino, que fue un verdadero y auténtico faro del arte italiano bajo la dirección de Federico de Montefeltro. Otras ciudades importantes económica y culturalmente en el período de las señorías fueron las de Camerino, Fano, Pésaro, Senigallia, Fabriano, San Severino. Ancona, en cambio, junto con otras ciudades marítimas italianas, mantuvo su régimen republicano.
Durante el Renacimiento, familias rivales lucharon por el control de este territorio, tales como los Malatesta de Rímini, Pésaro, Fano y la casa de Montefeltro de Urbino. Entre mediados del siglo XVI y primeras décadas del siglo XVII las ciudades de las Marcas entraron en los Estados Pontificios, que, como todos los estados regionales italianos, anuló las entidades políticas más pequeñas. La última entidad independiente, el ducado de Urbino, se disolvió en 1631, y de entonces en adelante, las Marcas quedaron definitivamente dentro de los Estados Pontificios. Siguió un período de recesión, compartido por gran parte de Italia, aliviado solo por el pontificado de Clemente XII que en el siglo XVIII trazó la carretera hoy llamada Vallesina y dio respiro a la economía regional declarando a Ancona puerto franco.
Con la llegada de las tropas francesas, las Marcas se dieron un ordenamiento republicano constituyéndose en la República Anconitana en 1797, luego absorbida por la República Romana. Perteneció también al Reino de Italia de 1808 a 1813, y luego padeció una breve ocupación por Joaquín Murat. Después de la derrota de Napoleón, las Marcas volvieron los Estados Pontificios. Durante el período del Risorgimento, las Marcas participaron en la lucha por la unificación con los alzamientos de Macerata y con la heroica resistencia de Ancona a las tropas austríacas en el año 1849, junto con Roma y Venecia. La batalla final de la unificación italiana se combatió en las Marcas: fue la célebre batalla de Castelfidardo, que permite la unión de los territorios conquistados por Garibaldi al sur con aquellas redimidas por Víctor Manuel II al norte. El 4 de noviembre de 1860, las Marcas fueron anexionadas al reino unificado de Italia mediante un plebiscito. Con la anexión a Italia, la Marca di Ancona cambió de nombre y fue oficialmente llamada Marche (es decir, Marcas). En la historia más reciente se recuerda la Semana Roja, la revuelta de los Bersaglieri, y la participación en la Resistencia, participación masiva y popular entre las más fuertes de Italia.
En la Italia unida, la región incluida originariamente el territorio del alto valle del río Marecchia, ya parte del Ducado de Urbino y anexionada a la delegación de Urbino y Pésaro con motu proprio de Pío VII el 6 de julio de 1816. En el año 2009 fueron, sin embargo, separadas de las Marcas y agregados a la Emilia-Romaña. Las Marcas propusieron recurso ante el Tribunal Constitucional, considerando que el parlamento había ignorado indebidamente el parecer negativo de la región; en julio del año 2010 el Tribunal resolvió que el recurso estaba infundado.

## Geografía humana

### Demografía
En 2010 tenía una población de 1.560.785 habitantes, con una densidad de 166,64 hab./km², lo que es una densidad por debajo a la media nacional, que en el año 2008 se situaba en 198,8. Es más alta en la provincia de Ancona (244,6 hab./km² en 2008), y la menor en la provincia de Macerata (116,1). Entre 1952 y 1967 la población de la región disminuyó un 1,7% como resultado de un balance migratorio negativo, bien por encima de la media nacional, con una proporción que variaba entre 4,9 y 10,0 cada 1000 habitantes. En el mismo período el equilibrio natural de la población fue positivo, pero inferior a la media nacional e insuficiente para contrarrestar la emigración neta. La población siguió decayendo hasta el año 1971, pero en 1968 empezó a crecer de nuevo. En 2008, el Instituto Nacional de Estadística (ISTAT) calculó que vivían en las Marcas 115.299 emigrantes nacidos en el extranjero, un 7,4% de la población regional total.
La capital regional es Ancona (102.669 hab.); otras ciudades principales son Pésaro (94.859 hab.), Fano (63.929 hab.) y Ascoli Piceno (51.265 hab.)

### Divisiones administrativas
La región se divide en 5 provincias y 239 ayuntamientos: Ancona, Ascoli Piceno, Fermo, Macerata, (parte del antiguo territorio de Picenum), y Pésaro y Urbino compuesta por las provincias tradicionalmente separadas de Pésaro y de Urbino, (parte de la antigua Umbría).
| Provincia                    | Superficie (km²) | Habitantes | Densidad (hab./km²) |
| ---------------------------- | ---------------- | ---------- | ------------------- |
| Provincia de Ancona          | 1.940            | 474.630    | 244,6               |
| Provincia de Ascoli Piceno   | 1.228            | 212.846    | 101,95              |
| Provincia de Fermo           | 860              | 176.488    | 205,2               |
| Provincia de Macerata        | 2.774            | 321.973    | 116,1               |
| Provincia de Pésaro y Urbino | 2.564            | 364.896    | 141,9               |

### Política
Las Marcas forman, junto con Emilia-Romaña, Toscana y Umbría, el "Cuadrilátero Rojo" italiano, una zona intensamente de izquierda políticamente. En la elecciones de abril de 2006, los votantes de las Marcas optaron en un 55% por Romano Prodi.

## Economía
Esta región montañosa salió un poco de su aislamiento en el siglo XIX, gracias a que una línea de ferrocarril que iba desde Bolonia hasta Brindisi unió a las Marcas a lo largo de la costa de todo el territorio. El interior, sin embargo, de naturaleza montañoso, incluso hoy en día permite viajar poco hacia el norte y el sur, excepto a través de abruptas carreteras por los pasos.

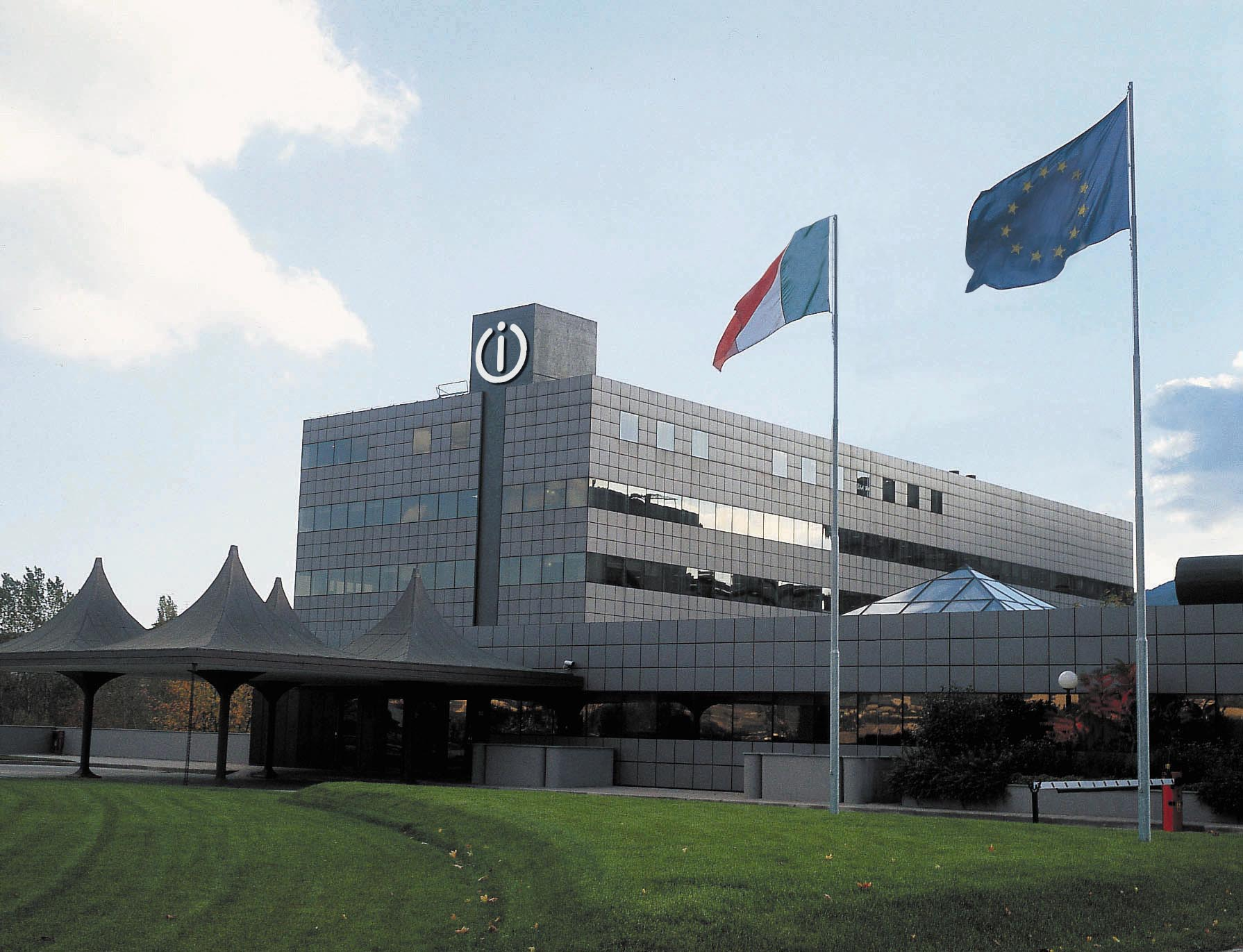
Sede principal de Indesit en Fabriano, Provincia de Ancona. El sector de aplicaciones para el hogar representa el núcleo de la industria regional.

Hasta hace treinta años las Marcas fueron consideradas una región bastante pobre, aunque económicamente estable en algunos sectores, gracias en particular a su producción agrícola y a la contribución de las artesanías tradicionales.
Actualmente la contribución de la agricultura a la economía de la región es menos significativa, aunque el valor bruto generado por este sector sigue estando ligeramente por encima de la media nacional. Las Marcas nunca han padecido que una propiedad de la tierra excesivamente fragmentada. Los principales productos son los cereales, las hortalizas, los productos animales y las uvas. La explotación vitivinícola se centra en los Castelli de Iesi, patria del vino Verdicchio.
A pesar del empobrecimiento de la costa, el mar siempre ha proporcionado una amplia cantidad de peces, siendo los principales centros de pesca Ancona, San Benedetto del Tronto, Fano y Civitanova Marche. Es importante también la pesca: las Marcas son la tercera marina italiana por capturas, tras Sicilia y Apulia, regiones que por otro lado tienen un litoral mucho mayor. En relación pues a su costa son la primera región italiana. Cada año este sector proporciona más de 30 000 toneladas de pescado con un valor de alrededor de 115 millones de euros.
En los últimos 30 años la economía de las Marcas se ha transformado radicalmente, sin renunciar sin embargo a su pasado rural. Muchos de los pequeños talleres diseminados por todos los asentamientos rurales se han modernizado y se han convertido en pequeños negocios, algunos de los cuales se han convertido en grandes marcas conocidas por todo el mundo (Indesit, Tod's, Guzzini, Teuco). Así, la economía de las Marcas está constituida principalmente por una floreciente industria pequeña y mediana con alta especialización distribuida igualitariamente en todo su territorio, pero concentrada sobre todo en el litoral y en los valles. Han surgido áreas industriales "especializadas", que aún son beneficiosas: calzado y objetos de piel en una gran zona que está a caballo entre las provincias de Macerata y Ascoli Piceno; industria peletera y tapicería en Tolentino; la industria mobiliaria y mecánica en las zonas de Pésaro en particular; aplicaciones para el hogar e industria textil en la provincia de Ancona, en la que se pueden encontrar también las principales empresas de ingeniería, incluyendo la gran industria naval de Fano y Ancona; petroquímica y papel, así como bienes de consumo.
La región sigue atrayendo turistas de Italia y de Europa, siendo cada año el turismo más floreciente gracias al rico patrimonio de la región y sus monumentos, así como por los tradicionales centros turísticos junto al mar. Las Marcas no tienen una gran vocación turística, pero los datos indican un aumento constante año tras año. En el 2007 se registraron más de dos millones de llegadas y 12 millones y medio de presencias. El eslogan emitido por la región de las Marcas para la promoción turística es Le Marche: l'Italia in una regione, tomado del libro de Guido Piovene Viaggio in Italia (1957). En el año 2007 se encargó al músico ascolano Giovanni Allevi el Himno de las Marcas. En enero del año 2010 se ha producido un anuncio televisivo y cinematográfico de la región con el título Marche: le scoprirai all'Infinito, en el que Dustin Hoffman lee L'infinito del poeta recanatés Giacomo Leopardi.
A continuación, una tabla registra el PIB y el PIB per cápita, producido en las Marcas de 2000 a 2008:
|                                                    | 2000     | 2001     | 2002     | 2003     | 2004     | 2005     | 2006     | 2007     | 2008     |
| -------------------------------------------------- | -------- | -------- | -------- | -------- | -------- | -------- | -------- | -------- | -------- |
| Producto interior bruto (Millones de euros)        | 30.527,8 | 32.291,3 | 33.912,9 | 34.794,0 | 36.170,9 | 36.994,1 | 38.542,6 | 40.929,7 | 41.612,2 |
| PIB a los precios de mercado por habitante (Euros) | 20.898,0 | 22.002,8 | 22.946,7 | 23.278,2 | 23.925,7 | 24.277,5 | 25.150,1 | 26.166   | 26.652   |

En la siguiente tabla se refleja el PIB, producido en las Marcas a los precios corrientes del mercado en el 2006, expresado en millones de euros, subdividido entre las principales actividades económicas; se ve que la industria y el sector servicios son las actividades que más porcentaje aportan al PIB.
| Actividad económica                                                                     | PIB producido | % sector en el PIB regional | % sector sobre el PIB italiano |
| Agricultura, silvicultura, pesca                                                        | € 598,0       | 1,55%                       | 1,84%                          |
| Industria en sentido estricto                                                           | € 8.967,9     | 23,27%                      | 18,30%                         |
| Construcción                                                                            | € 2.006,3     | 5,21%                       | 5,41%                          |
| Comercio, reparaciones, hoteles y restaurantes, transportes y comunicaciones            | € 7.166,9     | 18,59%                      | 20,54%                         |
| Intermediación monetaria y financiera; actividad inmobiliaria y emprendedora            | € 8.711,1     | 22,60%                      | 24,17%                         |
| Otras actividades de servicio                                                           | € 6.753,5     | 17,52%                      | 18,97%                         |
| Iva, impuestos indirectos netos sobre los productos e impuestos sobre las importaciones | € 4.338,9     | 11,26%%                     | 10,76%                         |
| PIB de las Marcas a los precios de mercado                                              | € 38.542,6    |                             |                                |

### Gastronomía

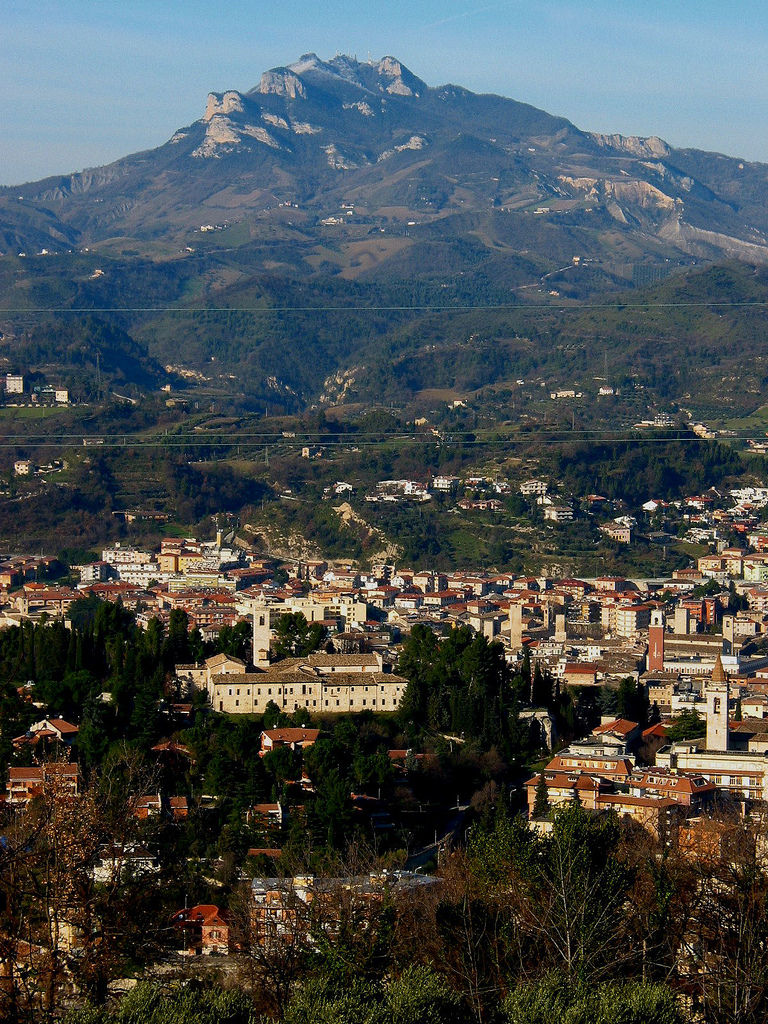
Vista de Ascoli Piceno.

Son renombradas las aceitunas de Ascoli (olive ascolane). Un plato difundido es el brodetto. En cuanto a los vinos, se elabora un vino blanco y seco característico, el Verdicchio. También es famoso el Bianchello del Metauro.

### Deporte
Dos equipos de fútbol de Marcas han disputado la Serie A de Italia: Ascoli, quinto en 1979/80, y Ancona, que descendió en sus dos participaciones. La región ha tenido cuatro equipos en la Serie A de baloncesto, más recientemente Pesaro y Montegranaro. En tanto, Lube ganó el campeonato italiano de vóleibol tres veces.
Los futbolistas Massimo Ambrosini y Roberto Mancini, el motociclista Valentino Rossi y el ciclista Michele Scarponi son oriundos de Marcas.